# Teoria de l'aprenentatge estadístic
La teoria de l'aprenentatge estadístic és un marc per a l'aprenentatge automàtic que es basa en els camps de l'estadística i l'anàlisi funcional. La teoria de l'aprenentatge estadístic tracta el problema d'inferència estadística de trobar una funció predictiva basada en dades. La teoria de l'aprenentatge estadístic ha donat lloc a aplicacions reeixides en camps com la visió per ordinador, el reconeixement de la parla i la bioinformàtica.
Els objectius de l'aprenentatge són la comprensió i la predicció. L'aprenentatge es divideix en moltes categories, com ara l'aprenentatge supervisat, l'aprenentatge no supervisat, l'aprenentatge en línia i l'aprenentatge de reforç. Des de la perspectiva de la teoria de l'aprenentatge estadístic, l'aprenentatge supervisat s'entén millor. L'aprenentatge supervisat implica l'aprenentatge d'un conjunt de dades d'entrenament. Cada punt de l'entrenament és un parell d'entrada-sortida, on l'entrada s'associa a una sortida. El problema d'aprenentatge consisteix a inferir la funció que mapeja entre l'entrada i la sortida, de manera que la funció apresa es pot utilitzar per predir la sortida a partir d'una entrada futura.
Segons el tipus de sortida, els problemes d'aprenentatge supervisat són problemes de regressió o problemes de classificació. Si la sortida pren un rang continu de valors, és un problema de regressió. Utilitzant la llei d'Ohm com a exemple, es podria realitzar una regressió amb voltatge com a entrada i corrent com a sortida. La regressió trobaria la relació funcional entre voltatge i corrent {\displaystyle R}, de tal manera que
{\displaystyle V=IR}
Els problemes de classificació són aquells per als quals la sortida serà un element d'un conjunt discret d'etiquetes. La classificació és molt habitual per a aplicacions d'aprenentatge automàtic. En el reconeixement facial, per exemple, una imatge de la cara d'una persona seria l'entrada i l'etiqueta de sortida seria el nom d'aquesta persona. L'entrada estaria representada per un gran vector multidimensional els elements del qual representen píxels a la imatge.
Després d'aprendre una funció basada en les dades del conjunt d'entrenament, aquesta funció es valida en un conjunt de dades de prova, dades que no apareixien al conjunt d'entrenament.